# Municipio de Cruillas
El municipio de Cruillas es uno de los 43 municipios que constituyen el estado mexicano de Tamaulipas. Se encuentra en el centro-norte del estado y su cabecera es el pueblo de Cruillas.

## Geografía
Cruillas es un municipio ubicado en la zona centro-norte del estado de Tamaulipas, esta región geográfica es conocida como los Llanos de San Fernando; tiene una extensión territorial de 1 847.12 kilómetros cuadrados y sus coordenadas geográficas extremas son 24º 25' - 24° 54' de latitud norte y 98° 06' - 98° 43' de longitud oeste, su altitud fluctúa entre los 50 y los 1 100 metros sobre el nivel del mar.
Limita al noroeste con el municipio de Burgos, al noreste con el municipio de San Fernando, al sureste con el municipio de Abasolo, al sur con el municipio de Jiménez y al oeste con el municipio de San Nicolás.

## Demografía
De acuerdo a los resultados del Censo de Población y Vivienda realizado en 2010 por el Instituto Nacional de Estadística y Geografía, la población total del municipio de Cruillas es de 2 011 personas, de las cuales 1 023 son hombres y 988 son mujeres.

### Localidades
En el municipio de Cruillas se localizan 165 localidades, las principales y su población en 2010 se enlistan a continuación:
| Localidad       | Población |
| Total Municipio | 2 011     |
| Cruillas        | 759       |
| El Barranco     | 273       |
| La Unión        | 199       |
| El Carmen       | 167       |
| La Lobera       | 123       |

## Política
El gobierno del municipio es ejercido por el Ayuntamiento, que es electo por voto universal, directo y secreto para un periodo de tres años que no pueden ser reelegidos para el periodo inmediato pero si de forma no continua, el ayuntamiento lo conforman el presidente municipal, un síndico y el cabildo formado por cuatro regidores, todos electos por el principio de mayoría relativa; y entran a ejercer su cargo el día 1 de enero del año siguiente al que se llevó a cabo su elección.

### Representación legislativa
Para la elección de diputados locales al Congreso de Tamaulipas y de diputados federales a la Cámara de Diputados de México el municipio de Cruillas se encuentra integrado en los siguientes distritos electorales:
Local:
- XIII Distrito Electoral Local de Tamaulipas con cabecera en San Fernando.[6]

Federal:
- III Distrito Electoral Federal de Tamaulipas con cabecera en Río Bravo.[7]

### Presidentes municipales
- (1989-1992): Samuel Berlanga García
- (1992-1995): José Felipe García García
- (1995-1998): Noel Gómez de la Fuente
- (1998-2001): Heriberto Rivera Cantú
- (2001-2004): Juan Aguirre Galván
- (2004-2007): Samuel Cepeda Palacios
- (2007-2010): Heriberto Rivera Cantú
- (2010-2013): Héctor Vargas Saldívar
- (2013-2016): Juan Manuel Vela Rivas
- (2016-2018): Guadalupe Aguirre de León
- (2018-2021): Olga Lidia Hernández Barrientos
- (2021-2024): Angelina Guerrero Galván